# François-Xavier Bellamy

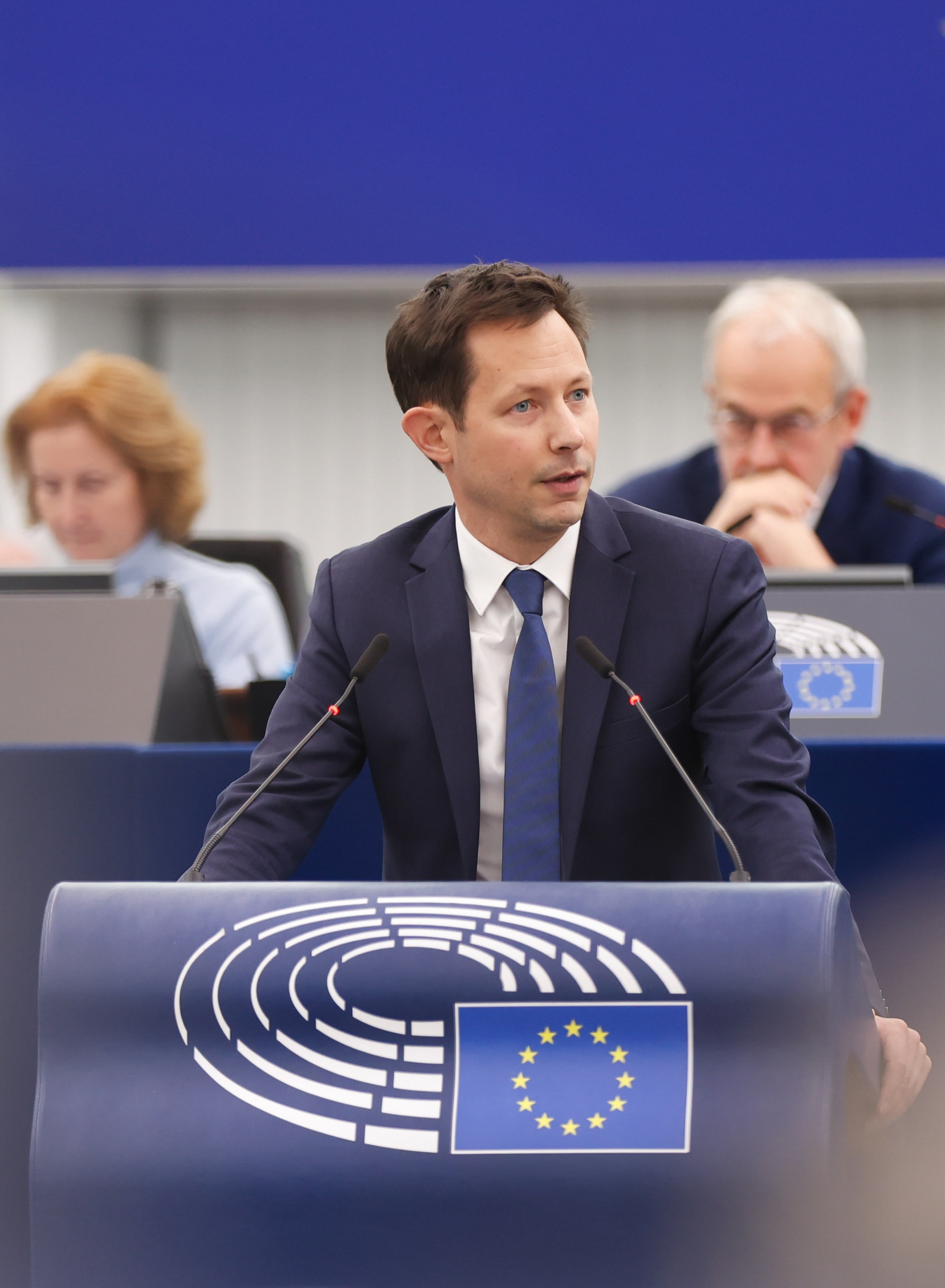
François-Xavier Bellamy (2023)

François-Xavier Bellamy (geboren am 11. Oktober 1985) ist ein französischer Autor und Politiker. Er ist seit 2019 Mitglied des Europäischen Parlaments und seit Januar 2023 stellvertretender Vorsitzender der Partei Les Républicains.

## Herkunft und Ausbildung
Bellamy wuchs als Sohn eines Französischlehrers und einer Hausfrau mit drei jüngeren Schwestern in Versailles auf. Dort besuchte er die katholischen Privatschule École Sainte-Marie des Bourdonnais und das ebenfalls private Lycée Notre-Dame-du-Grandchamp. Er war bei den katholischen Pfadfindern aktiv und leitete zeitweilig die Seepfadfinder-Einheit der französischen Scouts d’Europe. Im Jahr seines Baccalauréat (2003) legte er die Cambridge-Englischprüfung in der höchsten Kompetenzstufe (Proficiency) ab und absolvierte ein Praktikum in der Redaktion der Sunday Times in London.
Nach den zweijährigen geisteswissenschaftlichen Vorbereitungsklassen am Lycée Henri-IV in Paris wurde er 2005 an der École normale supérieure aufgenommen. Außerdem studierte er an der Universität Paris IV (Paris-Sorbonne). Er schloss mit einer Maîtrise in Ethik ab und bestand 2008 die Agrégation (Lehrbefugnis für höhere Schulen) im Fach Philosophie.

## Beruf und Autorentätigkeit
Bellamy arbeitete jeweils kurzzeitig im Stab der UMP-Minister Renaud Donnedieu de Vabres (Kultur; 2006–07), Rachida Dati (Justiz; 2008–09) und Nathalie Kosciusko-Morizet (Staatssekretärin für Zukunftsforschung und digitale Entwicklung; 2009–10). Dazwischen unterrichtete er 2008 Philosophie am Lycée Sainte-Geneviève und am Lycée Notre-Dame de Grandchamp in Versailles (wo er früher selbst gelernt hatte). Im Jahr 2009 unterrichtete er am Lycée Auguste Renoir in Asnières-sur-Seine, am Lycée Louis Bascan in Rambouillet und am Lycée hôtelier in Guyancourt. 
Ab 2011 lehrte er zwei Jahre Philosophie und Kunstgeschichte für die geisteswissenschaftliche Classe préparatoire an der École normale catholique (Lycée Blomet) in Paris. Am Pariser Lycée Saint-Jean-de-Passy rief er 2013 die Veranstaltungsreihe Les Soirées de la Philo („die Philosophischen Abende“) ins Leben, die aufgrund ihres Erfolgs 2015 ins Théâtre de l'Œuvre und 2018 ins Théâtre Saint-Georges verlegt wurden.
Bellamy ist Autor mehrerer Bücher. Für sein erstes Buch, Les déshérités ou l'urgence de transmettre („Die Enterbten oder die Dringlichkeit des Weitergebens“), erhielt er 2014 den Prix d'Aumale der Académie française. In diesem Essay analysiert er das aus seiner Sicht gescheiterte französische Bildungssystem als Ergebnis einer Ideologie, die die Weitergabe der Kultur verweigere und damit Benachteiligte oder „Enterbte“ (déshérités) schaffe. Jean-Jacques Rousseau, René Descartes und Pierre Bourdieu seien die wichtigsten Vertreter dieser Ideologie. 
Die Académie des sciences morales, des lettres et des arts de Versailles wählte Bellamy 2014 zum assoziierten Mitglied.

## Politische Karriere

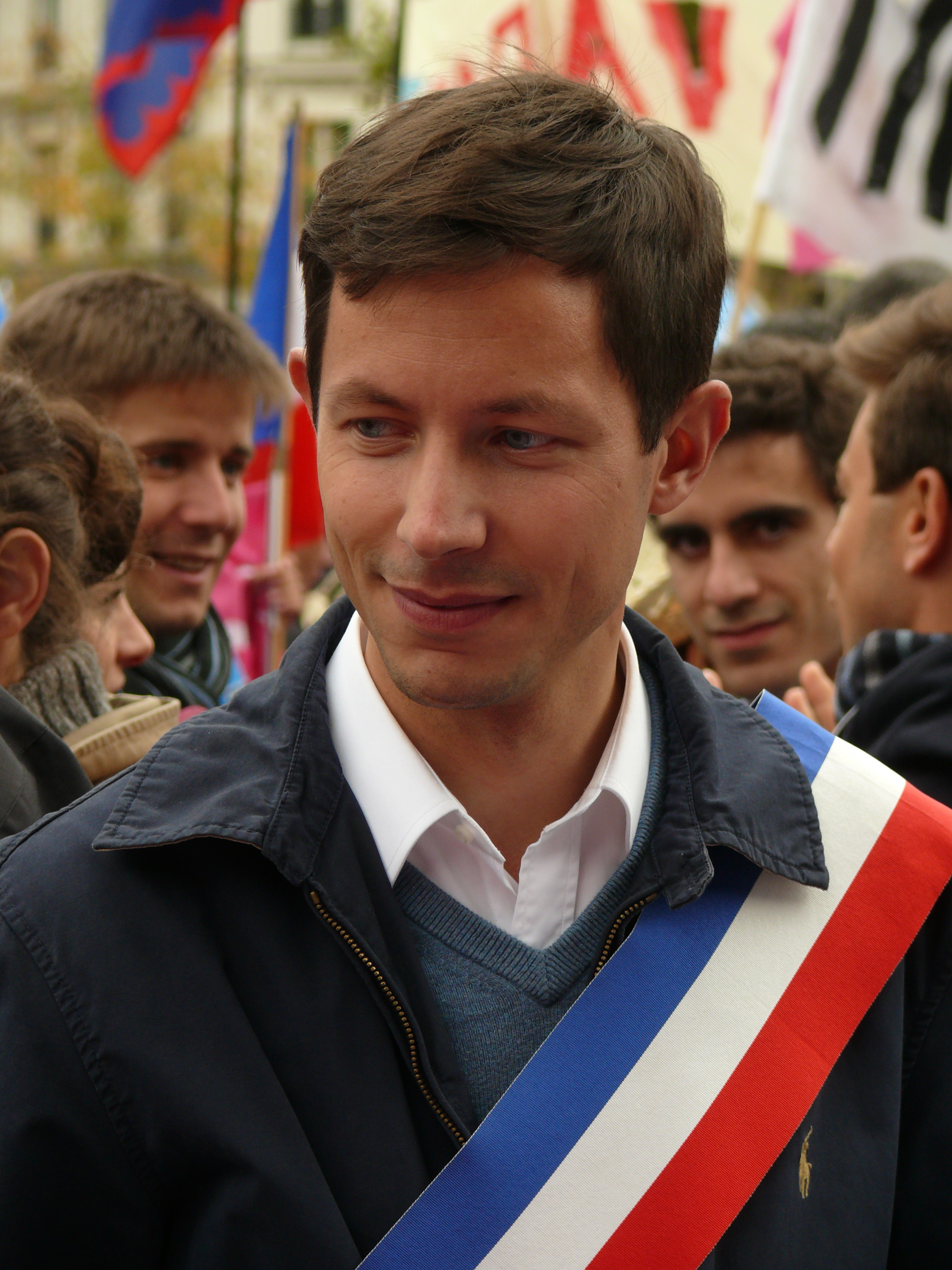
Bellamy mit seiner Schärpe als Vizebürgermeister von Versailles auf einer Demonstration gegen die gleichgeschlechtliche Ehe (La Manif pour tous, 2014)

Bei der Kommunalwahl 2008 wurde Bellamy in den Gemeinderat von Versailles gewählt und zum Beigeordneten des Bürgermeisters mit Zuständigkeit für Beschäftigung, Jugend und Hochschulwesen ernannt. 2014 wurde er wiedergewählt und bekleidete das Amt bis zu seiner Wahl ins EU-Parlament 2019. 
Bellamy ist ein erklärter Gegner der 2013 in Frankreich eingeführten gleichgeschlechtlichen Ehe (mariage pour tous, „Ehe für alle“). Er nahm an der Gründung der dagegen gerichteten konservativen Vereinigung Sens commun („gesunder Menschenverstand“) und an Demonstrationen der Bewegung La Manif pour tous („Demo für alle“) teil. Im Jahr 2017 war er Kandidat der Républicains (obwohl er noch kein Mitglied der Partei war) für die Wahlen zur Nationalversammlung im ersten Wahlkreis von Yvelines, verlor aber in der Stichwahl mit 48,9 % der Stimmen gegen den Kandidaten von En Marche!, Didier Baichère.
Als Spitzenkandidat der Républicains (in die er aus diesem Anlass eintrat) bei der Europawahl im Mai 2019 wurde er ins Europäische Parlament gewählt. Dort sitzt er in der christdemokratischen EVP-Fraktion, gehört dem Ausschuss für Industrie, Forschung und Energie sowie dem Fischereiausschuss an. Außerdem ist er Delegierter für die Beziehungen zu den Maschrik-Ländern und in der Parlamentarischen Versammlung der Union für den Mittelmeerraum sowie seit 2021 zusätzlich in der Parlamentarischen Partnerschaftsversammlung EU–Vereinigtes Königreich. Das Vereinigte Königreich (Großbritannien) war zum Jahreswechsel 2020/21 aus der EU ausgetreten.
Der damalige Parteivorsitzende der Républicains, Éric Ciotti, ernannte Bellamy im Januar 2023 zu seinem Stellvertreter (vice-président executif). Ciotti wurde am 12. Juni 2024 aus der Partei ausgeschlossen.
Bei der Europawahl in Frankreich am 9. Juni 2024 war Bellamy Spitzenkandidat einer Liste mit dem Namen La droite pour faire entendre la voix de la France en Europe. Zwei Parteien hatten diese Liste gebildet: Les Républicains und Les Centristes – Le Nouveau Centre. 
Die Liste erhielt 7,25 % der Wählerstimmen und 6 der 81 französischen Mandate im Europäischen Parlament. Er ist in der 10. Legislaturperiode (2024–2029) stellvertretender Vorsitzender der EVP-Fraktion, Mitglied im Ausschuss für bürgerliche Freiheiten, Justiz und Inneres und im Ausschuss für konstitutionelle Fragen sowie stellvertretendes Mitglied im Ausschuss für Industrie, Forschung und Energie.
In der Frage des Status des französischen Überseegebiets Neukaledonien unterstützt er die Loyalisten, die für den Verbleib bei Frankreich plädieren, mit Verweis auf die drei Referenden, in denen die Mehrheit gegen die Unabhängigkeit gestimmt hatte.

## Veröffentlichungen (Auswahl)
- Les déshérités ou l’urgence de transmettre. 2. Auflage. J’ai lu, Paris 2016 [2014].
- Éduquer avec Rousseau. SOS Éducation, Paris 2016.
- Demeure, pour échapper à l'ère du mouvement perpétuel. Bernard Grasset, Paris 2018.
- Mit Hélène Bonhomme, Véronique d'Estaintot u. a.: Un doudou dans l'open space. Travail et foyer: le défi des femmes aujourd'hui. Éditions Quasar, Paris 2018.